# Виноробство в Австралії
Австралійська виноробна індустрія є шостим виробником та четвертим експортером вина у світі.

## Історія
Виноград не зростав у Австралії до 1788 року, коли перші паростки лози були привезені з британської каторжної колонії на Мисі Доброї Надії (Південна Африка) першим губернатором Нового Південного Уельсу — адміралом Артуром Філіпом. Як і у Південній Африці, план британських колоністів, був вирощувати виноград для виробництва кріплених вин на кшталт порту та мадери. Однак, перші спроби культивації винограду англійцями виявились марними. Справу навіть доручили трьом в'язням — французам у сподіванні на те, що ті повинні мати досвід виноробства. Виявилось, щоправда, що ці люди не мали жодного розуміння у винарній справі і перші плантації загинули. Знадобилося більше ніж 20 років аби виготовити перше австралійське вино для продажу у межах країни.
Пізніше декілька спроб завезти та культивувати класичні сорти винограду з Європи (Франції, Іспанії, Португалії) мали не дуже втішні результати. Тільки з початком вільної імміграції досвідчених фахівців з Європи у середині 1850-х років виноробство Австралії почало дійсно розвиватися. Зокрема, переселенці з Пруссії заснували дуже важливий сьогодні регіон виробництва вина — Долину Бароса.
Значних втрат зазнали виноградники Австралії в результаті світової епідемії філоксери наприкінці 19 сторіччя. Пізніше, у 1980-х роках, у відповідь на світове надвиробництво та значне падіння цін на виноград, уряд Австралії запровадив фінансові стимули аби фермери знищували виноградники. Таким чином були втрачені багато дуже старих посадок, які зараз давали б вино з високими ароматичними характеристиками.
Незважаючи на все це, австралійська виноробна промисловість розвинулась небаченими темпами протягом останніх десятиріч. Експорт австралійського вина у США зріс майже у 50 разів з 1990 по 2004 рік, а у 2000 році Австралія стала найбільшим експортером вина у Велику Британію, випередивши Францію.

## Клімат та ґрунти
Тільки незначна частина величезної площі континенту придатна для сільського господарства. Більшість виноградників розташовані або близько до узбережжя, де вищий рівень атмосферних опадів, а прохолодне океанське повітря пом'якшує спеку з пустелі, або у долинах рік Мюррей-Дарлінг, де існує можливість штучної іригації.

## Сорти винограду
У Австралії культивуються близько 90 сортів винного винограду, з них лише 12 займають площу більше 1000 гектарів кожний. Два з них — Шираз (Сіра) та Шардоне займають левову частку посадок — близько половини всіх виноградників.

## Регуляторна система
У 1993 році був створений австралійський Комітет з Географічних Індикацій (Geographical Indications Committee), який розробив систему зонування виноробних територій для подальшого зазначення цих зон, або Географічних Індикацій (ГІ) на винних етикетках. Австралійські ГІ не є апелясьонами у їхньому європейському розумінні, бо не містять вимог щодо вживаних сортів винограду, показників врожаю з гектару, методів вініфікації тощо. ГІ тільки вказують регіон, з якого походить виноград, що його вжито при виготовлені конкретного вина. Запровадження виключно географічних критеріїв віддзеркалює той факт, що австралійська виноробна індустрія знаходиться на етапі бурхливого розвитку і будь-які обмеження можуть завадити вільному експериментуванню та розвиткові.
Загальним принципом чинних регуляцій є те, що у випадку зазначення на етикетці вина географічної індикації, сорту винограду та року врожаю, принаймні 85 % ягід у цьому вині мають походити саме з цієї індикації, цього сорту та цього врожаю.
Географічні індикації можуть включати одна одну, існують гігантські зони (Південно-східна Австралія) та дуже маленькі зі своїм власним брендом (наприклад, Долина Макларен, Долина Кларе).

## Основні Географічні Індикації

Регіони Австралії (доробляється!)

### Південно-східна Австралія
Три штати — Південна Австралія, Вікторія та Новий Південний Уельс виробляють 95 % всього австралійського вина. Майже всі зони виноградарства таким чином розташовані на південь від умовної лінії Седуна (на південному узбережжі) — Рокхемптон (на східному) — показана на схемі.
Ці штати були об'єднані у велику «суперзону» спеціально для сортових вин, що експортуються до ЄС. Майже всі менші індикації, за винятком західного узбережжя країни є також частиною Південно-Східної Австралії. Це найбільш часто вживана індикація. Виноград для неї походить з будь-якого регіону зони і виробники мають дуже великий простір для купажу, чим зокрема пояснюється дуже стабільна якість та смакові характеристики вин великих австралійських винарних компаній.

### Південна Австралія
Ця індикація виробляє понад 40 % австралійського вина. До неї входять більшість найякісніших індикацій.
- Нижній Мюррей (Lower Murray Zone)

Добре зволожена долина річки Мюррей народжує велику кількість винограду для простих вин недорогої категорії. Спекотний клімат та наявність води призводить до того, що виноград достигає швидко і не встигає набути значних ароматичних якостей.
- Бароса (Barossa Zone)

Долина Бароса — започаткований у середині 19 сторіччя німецькими іммігрантами регіон виноградарства з крейдовим ґрунтом та спекотним кліматом. Джерело якісних вин з Шираз, Гренаш, Каберне Совіньйон. Шираз долини Бароса — класика Австралії — насичені м'які вина з пряними ґрунтовими ароматами.
Долина Іден (Eden Valley) — трохи прохолодніший регіон. Виробляється якісний Рислінг.
- Маунт Лофті Рендж (Mount Lofty Ranges Zone)

Тут знаходяться насамперед Долина Кларе, яка також є джерелом якісних вин з Рислінгу та Регіон Аделейд Хілз, який спеціалізується на винах з Шардоне, які мають насичені аромати лимону та нектаринів. Також культивується Совіньйон Блан.
- Фльор'е (Fleurieu)

В цій індикації знаходиться долина Макларен (McLaren Vale), клімат якої пом'якшений впливом океану, що дозволяє виготовляти вина з більш тонкими ароматами (сорти Каберне Совіньйон, Шираз, Мерло)
- Лаймстоун Коуст (Limestone Coast)

Найвизначніший тут — регіон Кунавара (Coonawarra). На змішаних крейдових та багатих на залізо ґрунтах прекрасні результати дає Каберне Совіньйон.

### Вікторія
Колись ця індикація була найбільшою за об'ємами виробництва, але після епідемії філоксери більшість виноградників була знищена і тільки нещодавно Вікторія обігнала Новий Південний Уельс і тепер виробляє понад 25 % австралійського вина.
- Північно-західна Вікторія (North-West Victoria Zone)

Індустріальні масові вина середньої якості на добре зрошених ґрунтах долин річок Мюррей і Дарлінг.
- Північно-східна Вікторія (North-East Victoria Zone)

Лікерні мускати та вина стилю Токай.
- Порт Філіп (Port Phillip Zone)

Прохолодна прибережна зона, де добре себе почувають класичні сорти Каберне Совіньйон, Піно Нуар, Шардоне (Yarra Valley)
- Центральна Вікторія (Central Victoria Zone)

Вина з Шираз, Марсан, Руссан, Віон'є, Рислінгу.

### Новий Південний Уельс (New South Wales)
Третій за об'ємами виробництва вина штат Австралії.
- Долина Хантер (Hunter Valley Zone)

Найвідоміша виноробна зона у штаті. На вулканічних ґрунтах вирощують Семійон та Шираз.

### Західна Австралія
Виробники цього регіону, який не входить у майже всеосяжну індикацію Південно-Східної Австралії, зосередили свої зусилля на «бутікових» винах високої якості.
- Південно-Західна Австралія (South-West Australia Zone)

Найуспішнішим регіоном всієї Західної Австралії є Регіон Маргарет Рівер (Margaret River). Близький до океану, цей район має також широкий спектр «підкліматів», або теруарів і це призводить до успішної культивації таких різних та вибагливих за агротехнікою сортів як Каберне Совіньйон, Шардоне, Семійон, Шираз, Рислінг та Піно Нуар.

### Тасманія
Цей острів — найпівденніший, а тому найхолодніший регіон Австралії. Виробляє менш одного проценту вина в країні. Традиційно є джерелом базових білих вин для вин ігристих. Останніми роками глобальне потепління призводить до того, що Тасманія починає успішно культивувати Піно Нуар та ароматні ельзаські сорти.